# Призма Волластона

Призма Волластона

Призма Волластона — это оптическое устройство, изобретенное Уильямом Хайдом Волластоном, которое управляет поляризованным светом. Она разделяет свет на два отдельных линейно поляризованных исходящих луча с ортогональной поляризацией. Два луча будут поляризованы согласно оптической оси двух прямоугольных призм.
Призма Волластона состоит из двух ортогональных призм из двулучепреломляющего материала — обычно одноосного материала, такого как кальцит. Эти призмы скреплены вместе на границе своих оснований (традиционно с помощью канадского бальзама), чтобы сформировать две прямоугольные треугольные призмы с перпендикулярными оптическими осями. Выходящие световые лучи расходятся от призмы как обычные и необычные лучи из-за различий в показателях преломления, причём угол расхождения определяется углом клина призм и длиной волны света. Доступны коммерческие призмы с углами расхождения от менее 1° до примерно 45°.